# Otfried Hans von Meusebach

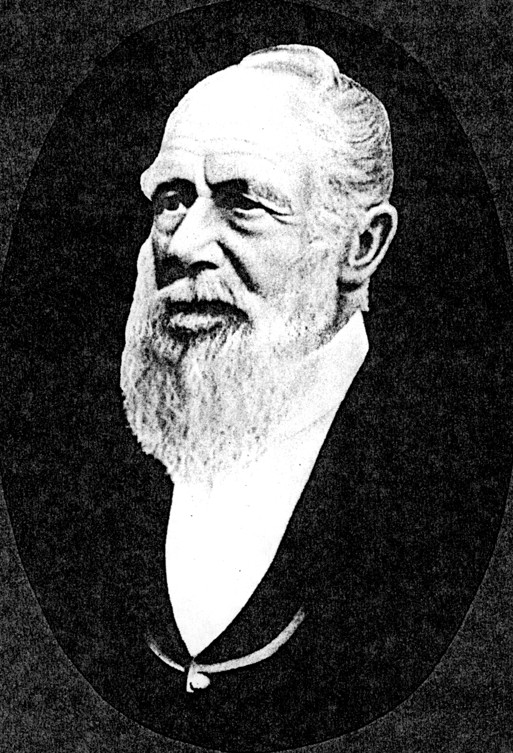
John O. Meusebach

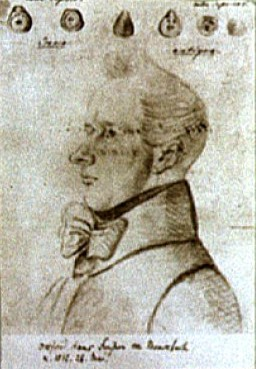
Hans Freiherr von Meusebach in jungen Jahren

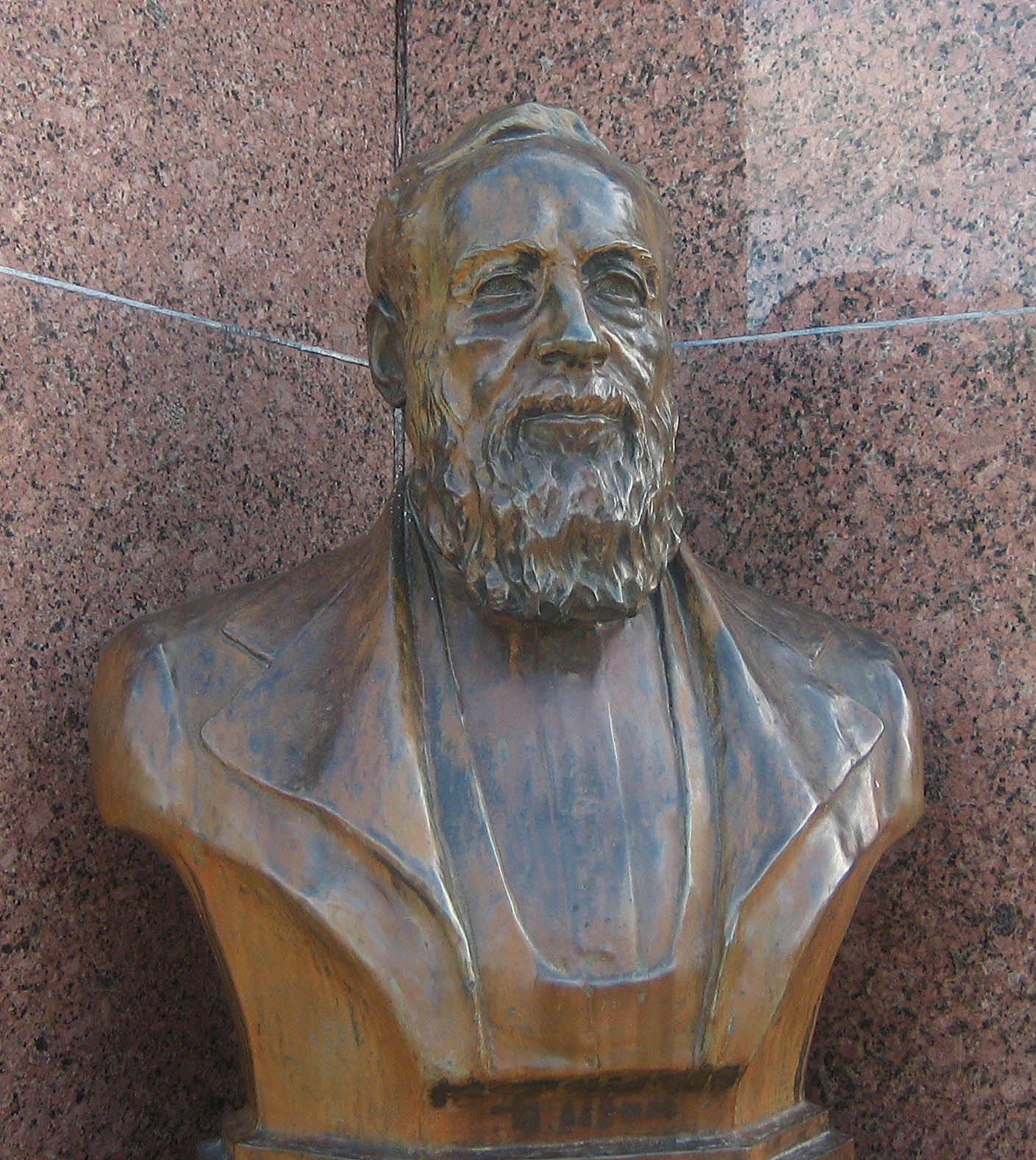

Otfried Hans Freiherr von Meusebach (* 26. Mai 1812 in Dillenburg; † 27. Mai 1897 in Loyal Valley, Mason County, Texas, USA) war zunächst preußischer Regierungsassessor, in den USA ab 1845 Farmer, Botaniker, Politiker und Abgeordneter im Senat von Texas. Er war der Gründer der Stadt Fredericksburg im Gillespie County in Texas.

## Familie
Meusebach entstammte dem alten thüringischen Adelsgeschlecht „von Meusebach“ mit gleichnamigem Stammhaus bei Stadtroda und war der Sohn des Karl Hartwig Gregor Freiherr von Meusebach und Ernestine von Witzleben. Freiherr Christian Carl von Meusebach war sein Großvater.
Seine erste Braut, Elisabeth von Hardenberg, starb an Typhus.
Er heiratete am 28. September 1852 die 17-jährige Agnes Gräfin von Coreth (* 18. September 1835; † 15. Dezember 1909), die aus Tiroler Uradel stammte und sich nach der Hochzeit Agnes Coreth Meusebach nannte. Das Ehepaar hatte insgesamt elf Kinder, von denen allerdings nur drei Söhne und vier Töchter das Kindesalter überlebten.

## Leben
Nach seinem Schulbesuch der Klosterschule Roßleben (Thüringen), etwa bis 1831, studierte Meusebach zunächst an der Berg- und Forstschule in Clausthal. Ab 1832 belegte er an der Universität Bonn unter anderem die Fächer Kameralistik und Finanzwirtschaft. Während dieser Zeit lernte er, fünf Sprachen zu lesen und fließendes Englisch zu sprechen. Möglicherweise studierte er auch noch an der Universität Halle, bevor er 1836 am Oberlandesgericht Naumburg sein Examen machte. Nach seinem Studium arbeitete er in verschiedenen Positionen unter anderem in Stettin, Trier, Berlin und Potsdam.
Im Jahr 1845 wurde Meusebach zum Nachfolger von Carl Prinz zu Solms-Braunfels als Generalkommissar des Vereins zum Schutze deutscher Einwanderer in Texas ernannt und ging gleich im Mai 1845 im Auftrag dieses Vereins nach Texas. Dort gründete er 1846 die Ortschaft Friedrichsburg (Fredericksburg) im Gillespie County in Texas, die er nach Prinz Friedrich von Preußen benannte; später gründete er in Texas noch die Orte Castell und Leiningen, benannt nach den Vereinsmitgliedern Carl Graf zu Castell-Castell und Viktor Graf zu Leiningen.
Am 20. Juli 1847 beendete Meusebach seine Tätigkeit für den „Mainzer Adelsverein“. Zusammen mit dem Botaniker George Engelmann sammelte und exportierte er heimische Fruchtpflanzen (z. B. Grapefruit und Wein) nach Europa und innerhalb Amerikas. Er arbeitete auch mit dem Botaniker Ferdinand Lindheimer und dem Geologen Ferdinand von Roemer zusammen.
Während einer Reise nach Deutschland wurde Meusebach im Jahr 1851 in den texanischen Senat als Vertreter des Bexar County, Comal County und Medina County gewählt. Er wurde Mitglied des Ausschusses für Inneres und Bildung.
Im Jahr 1869 zog sich Meusebach auf seine 200 Acres große Farm im Loyal Valley in den Ruhestand zurück und widmete sich seinen Orchideen, Rosen und Weingärten.
Er starb am 27. Mai 1897 und ist – gemeinsam mit seiner Ehefrau – auf dem nach ihm benannten Marschall-Meusebach-Friedhof in Cherry Spring, nahe Fredericksburg, begraben. Am Friedhofseingang ist eine Gedenktafel von 1974 mit folgendem Text angebracht:

“The Marschall-Meusebach Cemetery – Members of the families of two former german noblemen, related by marriage, are buried in this cemetery. John O. Meusebach (1812–1897), who came to the Republic of Texas in 1845 as leader of the German Emigration Company, established (1845) the town of Fredericksburg and signed (1847) an historic peace treaty with the Comanche Indians. Wilhelm Marschall von Bieberstein (1822–1902) settled in this community in 1848. First burial here was that of Marschall’s sister-in-law, Mathilda Weiss (1824–1891).”

„Marschall Meusebach Friedhof – Mitglieder der Familien zweier ehemaliger deutscher Adeliger, verwandt durch Heirat, sind auf diesem Friedhof begraben. John O. Meusebach (1812–1897), der 1845 in die Republik Texas als Leiter der Deutschen Auswanderungsgesellschaft kam, gründete 1845 die Stadt Fredericksburg und unterzeichnete 1847 einen historischen Friedensvertrag mit den Indianern vom Stamme der Komanchen. Wilhelm Marschall von Bieberstein (1822–1902) ließ sich 1848 in dieser Gemeinde nieder. Die erste Beerdigung hier war die von Mathilda Weiss (1824–1891), Marschalls Schwägerin.“

## Meusebach–Comanche Treaty
Nach kriegerischen Auseinandersetzungen mit den Comanchen schloss er am 2. März 1847 bei San Saba mit den Indianern Frieden, unterzeichnete am 9. Mai 1847 seinen berühmten Friedensvertrag und gab dadurch nicht nur den beiden bedeutenden deutschen Siedlungen in Texas, New Braunfels und Fredericksburg, eine solide Basis und Sicherheit, sondern ermöglichte auch die weitere Besiedlung des Landes, so dass infolge die Countys Concho, Kimble, Llano, Mason, McCulloch, Menard, San Saba, Schleicher, Sutton und Tom Green gegründet werden konnten.
Meusebach war von William Penns Indianerpolitik in Pennsylvanien inspiriert, und die Voraussetzungen seiner Verhandlungserfolge mit den Indianern waren sicher seine positive Einstellung und sein freundliches Verhalten ihnen gegenüber. Meusebach sagte nach den Friedensverhandlungen mit den Comanchen:

„Wenn mein Volk für eine Zeitlang mit Euch gelebt hat und wenn wir uns gegenseitig besser kennen, dann mag es vorkommen, dass einige heiraten möchten. Bald werden unsere Krieger Eure Sprache lernen. Wenn sie dann wünschen, ein Mädchen aus Eurem Stamm zu heiraten, sehe ich darin überhaupt kein Hindernis, und unsere Völker werden so viel bessere Freunde. … Mein Bruder spricht von einer Barriere zwischen den roten Männern und den Bleichgesichtern. Ich schätze meine roten Brüder nicht geringer, weil ihre Haut dunkler ist, und ich halte nicht mehr vom Volk der Weißen, nur weil ihre Hauptfarbe heller ist.“

1936 wurde bei San Saba (San Saba County) ein Gedenkstein mit folgendem Text aufgestellt:

“On this site a treaty of peace was agreed upon, March 1–2, 1847, between twenty Comanche chiefs and the German colonists represented by Otfried Hans Freiherr von Meusebach (1812–1897), who became a citizen of Texas under the name of John O. Meusebach…this treaty was never broken.”

„An dieser Stelle wurde am 1.–2. März 1847 ein Friedensvertrag geschlossen zwischen zwanzig Komanchen-Häuptlingen und den deutschen Kolonisten vertreten durch Otfried Hans Freiherr von Meusebach (1812–1897), der unter dem Namen John O. Meusebach Bürger von Texas wurde. Dieser Vertrag wurde nie gebrochen.“

## Dokumentationen (Filme)
- Fritz Baumann: Deutsche in Amerika (2/4)-Der Preis der Freiheit., In: Phoenix